# Bishop's Itchington
Bishop's Itchington är en ort och civil parish i Storbritannien.   Den ligger i grevskapet Warwickshire och riksdelen England, i den södra delen av landet, 120 km nordväst om huvudstaden London. Bishop's Itchington ligger 114 meter över havet och antalet invånare är 2 082.
Terrängen runt Bishop's Itchington är platt. Runt Bishop's Itchington är det ganska tätbefolkat, med 160 invånare per kvadratkilometer. Närmaste större samhälle är Royal Leamington Spa, 11,6 km nordväst om Bishop's Itchington. Trakten runt Bishop's Itchington består till största delen av jordbruksmark.